# Filip Langlet
Henrik Filip Langlet, född 26 september 1866 i Turinge, död 1 december 1950 i Stockholm, var en svensk civilingenjör och författare. Han växte upp på Spetebyhall i Södermanland som son till Emil Viktor och Mathilda Langlet, bror till Abraham, Alexander och Valdemar Langlet. Han var far till Olof Langlet.
Langlet var 1890–1893 verksam som konstruktör hos Robert Nobel i Getå och 1896–1897 sekreterare hos Alfred Nobel och hans sterbhus. Han var 1899-1917 extra lärare i beskrivande geometri med linearritning vid Kungliga Tekniska högskolan i Stockholm, 1917-1920 t.f. professor där och 1910-1937 överlärare i mekanisk teknologi och verktygslära (från 1912 även i geometrisk konstruktionslära) vid Tekniska skolan i Stockholm.